# 하상훈 (정치인)
하상훈(河相勳, 1891년 7월 23일 ~ 1964년 10월 3일)은 대한민국의 국회의원이다.

## 학력
- 배재학당영어전문 수료
- 중앙고등학교 졸업

## 경력
- 인천시의회부의장
- 동아일보인천지국장
- 신간회인천지부장
- 입법의원의원
- 인천상공회의소회장
- 민주당중앙위원
- 민주당경기도당고문